# Association sportive Carcassonne XIII
Pour les articles homonymes, voir Les Canaris.
Maillots
Actualités
L'A.S. Carcassonne est un club français de rugby à XIII basé à Carcassonne (Aude) et présidé par le quatuor Francis Camel, Joël Berger, Christian Valero et Rémi Bertrand. L'équipe première, entraînée par Frédéric Camel depuis 2020, évolue dans le Championnat de France nommé Super XIII.
Le club est créé en 1899 et évolue dans le code du rugby à XV jusqu'en 1938, date du passage du club au code de rugby à XIII. En XV, le club a disputé à une reprise la finale du championnat de France en 1925 avec Jean Sébédio et Albert Domec, perdue contre l'U.S. Perpignan. En XIII, le club s'est constitué l'un des plus fameux palmarès. Club ultra-dominateur d'après-guerre et régulier tout au long de son histoire, l'A.S. Carcassonne a remporté à treize reprises le Championnat de France et à dix-sept reprises la Coupe de France.  Chaque année, le club vit des temps forts avec les derbys entre ses clubs voisins du F.C. Lézignan et du XIII Limouxin.
Le club s'est forgé également une réputation de grand pourvoyeur de talents en équipe de France dont les plus célèbres sont Puig-Aubert, Louis Mazon, Édouard Ponsinet, Gilbert Benausse, Jean Barthe, José Moya, Marc Palanques, David Fraisse, Maxime Grésèque et plus récemment Morgan Escaré et Lucas Albert.

## Histoire

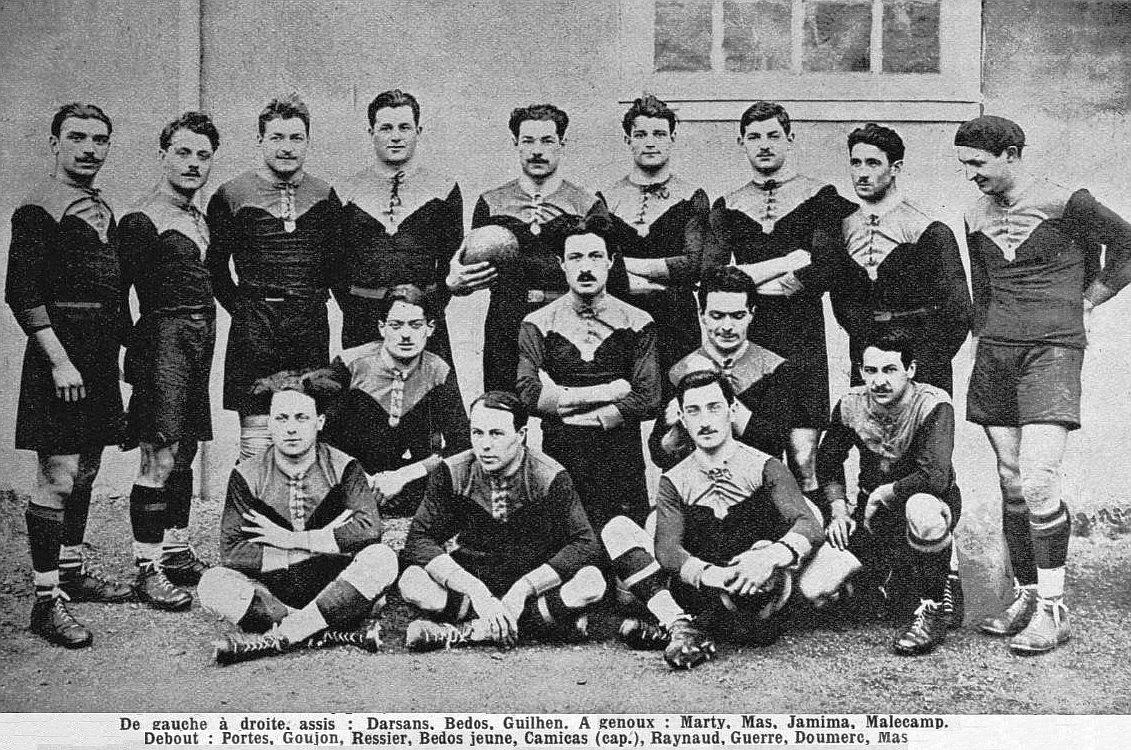
L'AS Carcassonne en mars 1921.

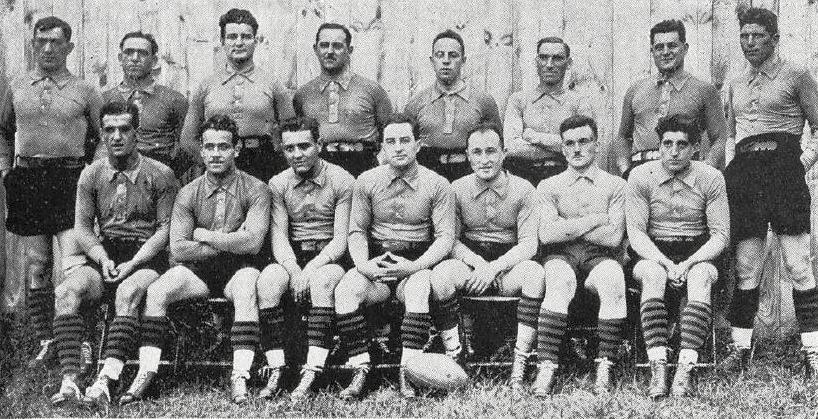
L'Association Sportive Carcassonnaise, en 1926-1927.

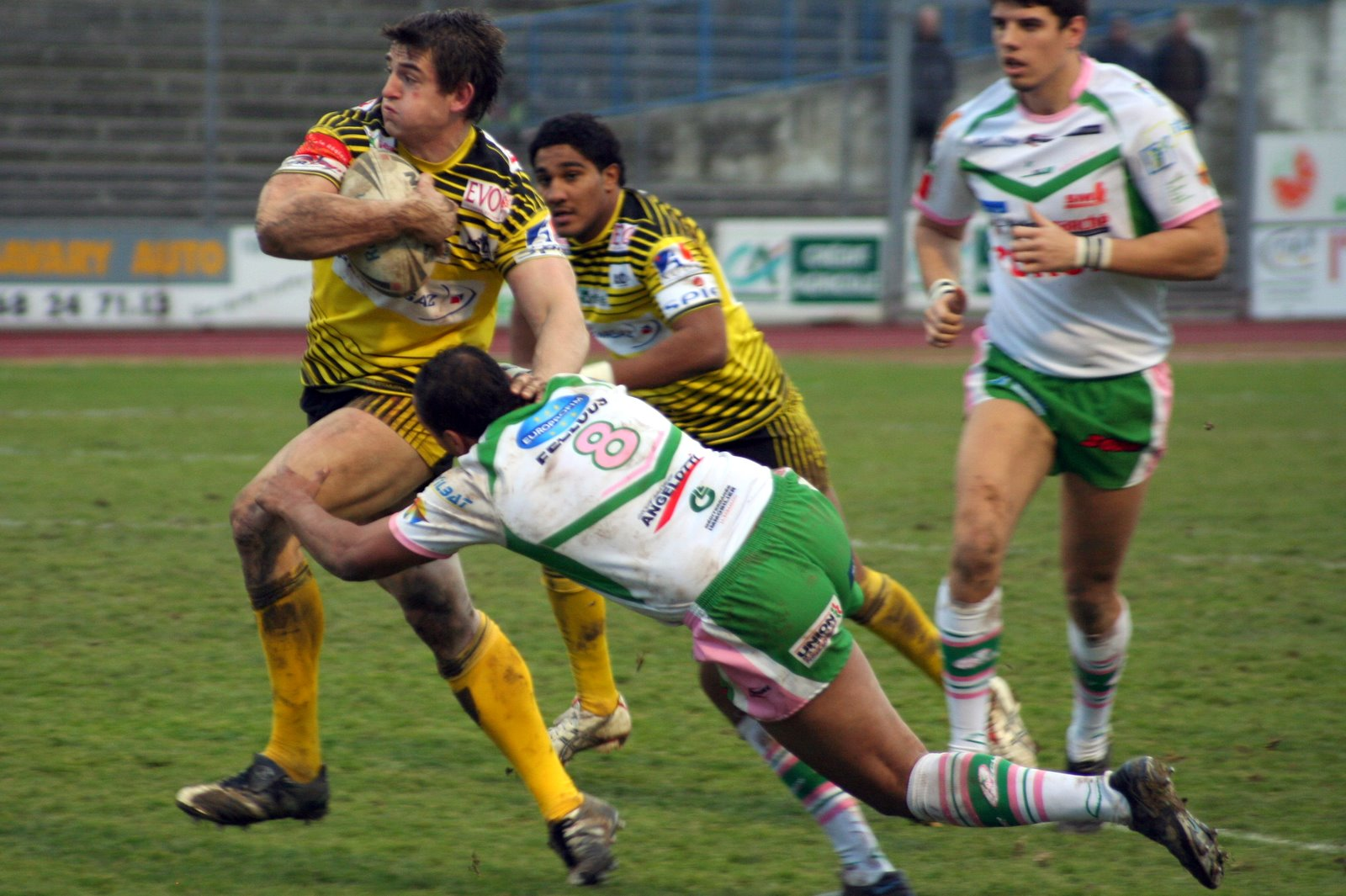
Teddy Sadaoui et Amar Sabri dans un match contre le FC Lézignan (janvier 2010).

D'abord « quinziste » à sa création, en 1899, jusqu'à 1938, date à laquelle elle décida de « passer à XIII », à la suite de l'introduction de ce code en France, l'ASC XIII est devenue le club numéro un pour tout Carcassonne-Agglo (114 000 habitants). Le club est celui de Puig-Aubert, star du rugby à XIII d'après-guerre.

### ASC rugby (Rugby à XV)

#### Vice-champion de France 1925

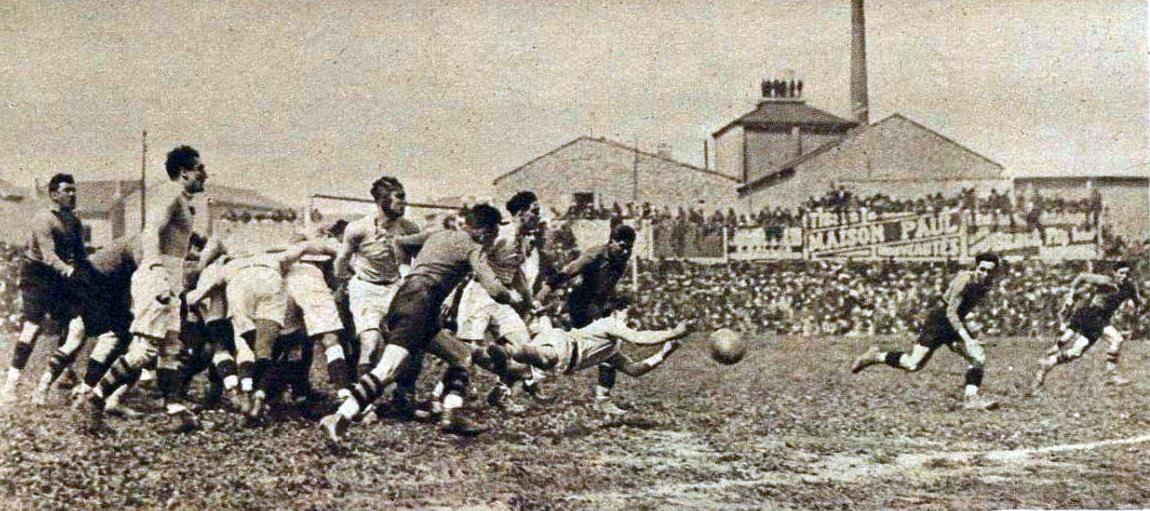
Une sortie de mêlée de demi perpignanais Carbonne.

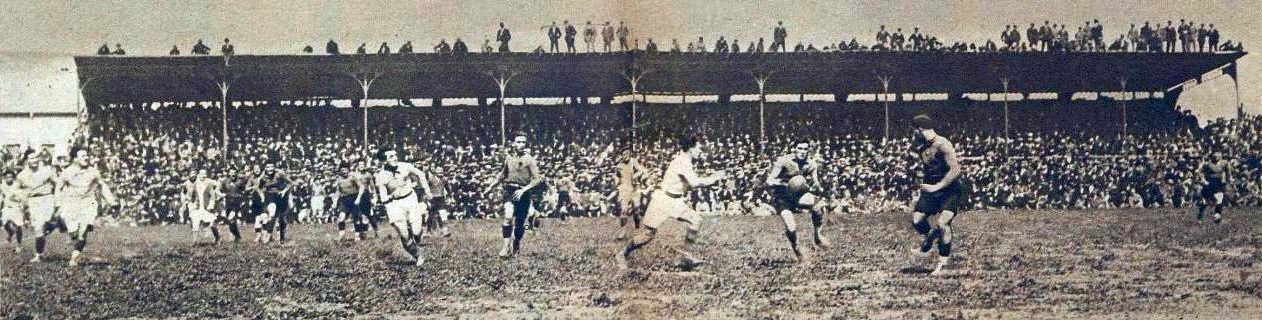
Une attaque à la main des Carcassonnais.

L’année 1925 marque l’apogée du rugby carcassonnais. L’ASC, en accédant à la finale du championnat de France, à la suite de sa victoire sur le Stade toulousain, se hisse parmi l’élite des clubs français.
Le 3 mai 1925 au Stade Maraussan de Narbonne, l'Association Sportive Carcassonnaise s'incline face à l'US Perpignan par 5 à 0 après une première finale qui se solde par un match nul 0-0 après les prolongations, le 26 avril 1925 au Stade des Ponts Jumeaux de Toulouse.
Demi-finaliste du championnat de France 1930
En demi-finale du championnat de France, le 11 mai 1930, l'US Quillan, futur vice-champion de France, élimine Carcassonne 3 à 0, à Lyon.
Un rang que le club « jaune et noir » honorera tant bien que mal jusqu’en 1938, sans pour autant parvenir à décrocher un titre.

### ASC XIII (Rugby à XIII)
Le club n'a pas échappé aux difficultés financières  dans les années 1990 et 2000, mais a pu éviter la relégation en deuxième division, grâce à l'absorption de Saint-Cyprien par l'Union Treiziste Catalane, qui lui ainsi laissé une place en première division.
L'équipe première du club évolue dans le championnat de France de rugby à XIII de première division : l'Élite 1. L'équipe Juniors A de l'ASC XIII évolue dans le cadre du Championnat de France Élite Juniors et de la Coupe Luc Nitard. L'équipe Juniors B de l'ASC XIII évolue pour sa part dans le cadre du Championnat régional Languedoc-Roussillon et de la Coupe Tarbouriech. L'équipe Filles vient d'effectuer sa montée en division Élite en septembre 2012.
C'est à la MJC Carcassonne XIII (Maison des Jeunes et de la Culture de Carcassonne), antichambre des Juniors de l'ASC XIII qu'est confiée la formation des joueurs des catégories d'âge. Et de fait, la très grande majorité des joueurs évoluant dans les rangs des Juniors et de l'équipe Première sont issus des rangs de la MJC XIII ou des équipes du GIS (Ambition et développement).
Le club possède aussi des écoles satellites  : ASC/Cabardès XIII, ASC/Stade Minervois XIII, ASC/Alaric XIII, ASC/Villegly XIII, ASC/Malepère XIII, ASC/Val de Dagne XIII, ASC/Villeneuve-Minervois et associée  : Marseillette XIII qui regroupent 210 enfants de 5 à 12 ans, tous licenciés FFR XIII. Ces écoles www.asc13ecoles-satellites.fr ont leurs propres tournois et participent aussi à ceux du Comité de l'Aude.
Le GIS (groupement d'intérêt sportif) associe l'ASC à trois clubs de la Communauté d'agglomération « Carcassonne-Agglo » : deux clubs de fédérale, Val de Dagne XIII (Serviès-en-Val) Minervois XIII (Villeneuve-Minnervois) et le club  Villegailhenc Aragon RL, qui évolue en fédérale.
Le CFF (Centre de formation fédéral) agréé par la FFR XIII depuis juin 2013. Dirigé par Pierre-Yves BLASI (administratif), Christophe GUERMACHE (scolarité et orientation)et Jean-Yves GRIOTTO (sportif). Il compte 12 joueurs, tous issus de Carcassonne-Agglo.
Lors de la saison 2017, le club opère un changement de stratégie et recentre son effectif sur des joueurs formés en France. Malgré une quatrième place en phase régulière du Championnat, le club parvient à remporter sa quatorzième Coupe de France en battant Lézignan en finale 34-20. L'équipe alignée en finale est la suivante : Hakim Miloudi, Clément Soubeyras, Lilian Albert, Vincent Albert, Jordan Sigismeau, Maxime Grésèque, Pierre-Louis Bourrel, Mohamed Jamil, Mathieu Tovena, Teddy Sadaoui, Bastien Escamilla, Jean-Philippe Baile, Amar Sabri, Julien Agullo, Romaric Bemba, Damien Tetart et Geoffrey Zava.

## Palmarès

### ASC rugby (Rugby à XV)
| Championnat de France de rugby à XV de première division                                                  |
| Championnat de France - Vice-champion (1) : 1925 - Demi-finaliste (1) : 1930 - Quart de finale (1) : 1929 |

Finale de l'AS Carcassonne en championnat de France de rugby à XV de première division
| Date       | Vainqueur    | Finaliste | Score          | Lieu                      | Spectateurs |
| ---------- | ------------ | --------- | -------------- | ------------------------- | ----------- |
| 3 mai 1925 | US Perpignan | 5-0       | AS Carcassonne | Stade Maraussan, Narbonne | 20 000      |

### ASC XIII (Rugby à XIII)
| Championnat de France de première division | Coupe de France | Championnat de France de deuxième division |
| Élite 1 - Champion (13) : 1945, 1946, 1950, 1952, 1953, 1966, 1967, 1972, 1976, 1992, 2012, 2022 et 2024. - Finaliste (16) : 1947, 1948, 1949, 1955, 1956, 1958, 1968, 1977, 1979, 1990, 2015, 2016, 2019, 2021, 2023 et 2025. | Coupe de France Lord Derby - Vainqueur (17) : 1946, 1947, 1951, 1952, 1961, 1963, 1967, 1968, 1977, 1983, 1990, 2009, 2012 , 2017, 2019, 2023 et 2024. - Finaliste (12) : 1945, 1948, 1949, 1960, 1965, 1973, 1979, 1980, 1982, 1996, 2004 et 2007. | Élite 2 - Finaliste (1) : 2000.            |

## Histoire
L'Association Sportive Carcassonne (ASC) a été fondée en 1899 et a adhéré à la Ligue de rugby à XIII en 1938 ("ASC XIII"). Comme le XIII catalan, elle a remporté onze fois le bouclier Max-Rousié du champion de France ce qui constitue le record mais avec treize coupes Lord-Derby (record de la compétition), l'ASC présente le palmarès le plus fourni du rugby à XIII français. Le club peut se féliciter d'avoir remporté quatre doublés coupe-championnat (1946, 1952, 1967 et 2012) et surtout d'avoir disputé 45 finales dans les trois compétitions suivantes : Élite 1, Élite 2 et Coupe de France.
Une équipe féminine a vu le jour au début de la saison 2011-2012 et participe au championnat de France féminin.

## Les entraîneurs
| - Antoine Blain - René Carruesco - Jean Poch - Félix Bergèse - Puig-Aubert - Henri Vaslin - Claude Teisseire - Jean Cabrol - Guy Camarasa |  | - José Moya - Jean-Paul Marquet - Daniel Sokolow - Patrick Albérola (2007-2010) - Vincent Banet (2010-2014) - Laurent Garnier (2014-2015) - Alexandre Couttet (2015-2016) - Patrick Albérola (2016-2020) - Frédéric Camel (2020-) |

## Joueurs emblématiques
- Julien Agullo
- Guy Alard
- Alexis Albérola
- Lilian Albert
- Lucas Albert
- Vincent Albert
- Gilbert Alberti
- Adolphe Alésina (père)
- Adolphe Alésina
- Pierre Azalbert
- Jean-Philippe Baile
- Jean Barthe
- Romaric Bemba
- Félix Bergèze
- Gilbert Benausse
- René Benausse
- Thierry Bernabé
- Sylvain Bès
- Élie Bonal
- Jean-Marie Bonal
- Pierre-Louis Bourrel
- Germain Calbète
- Bastien Canet
- Louis Carrère
- Joseph Choy
- Jean-François Da Ré
- Jean Dedieu
- André Delpoux
- Daniel Divet
- Alexis Escamilla
- Bastien Escamilla
- Morgan Escaré
- Pierre Escourrou
- David Fraisse
- Marcel Gacia
- Joseph Grasseau
- Maxime Grésèque
- Bernard Guilhem
- Roger Guilhem
- Jérémy Guiraud
- Clément Herrero
- Guy Husson
- François Labazuy
- Martin Martin
- André Marty
- Jep Maso
- Louis Mazon
- Christophe Moly
- José Moya
- Jean Nédorézoff
- Marc Palanques
- René Peytavy
- Jean Poch
- Louis Poletti
- Édouard Ponsinet
- Puig-Aubert
- Laurent Roldos
- Charles Rosado
- Florent Rouanet
- André Ruiz
- Amar Sabri
- Teddy Sadaoui
- René Ségura
- Mickaël Simon
- Clément Soubeyras
- Jonathan Soum
- Claude Teisseire
- Frédéric Trescazes
- Henri Vaslin
- Louis Vergé
- Garry Lo
- Tony Tumusa

## Saisons en Championnat de France
| Année | Année                                      | Saison régulière                                                                 | Saison régulière                                                                 | Saison régulière                                                                 | Saison régulière                                                                 | Saison régulière                                                                 | Saison régulière                                                                 | Saison régulière                                                                 | Saison régulière                                                                 | Phase finale                                                                     | Phase finale                                                                     | Phase finale                                                                     | Phase finale                                                                     | Phase finale                                                                     | Phase finale                                                                     | Phase finale                                                                     | Coupe              |
| Année | Année                                      | Class.                                                                           | Points                                                                           | MJ                                                                               | V.                                                                               | N.                                                                               | D.                                                                               | Pp.                                                                              | Pc.                                                                              | Perf.                                                                            | MJ                                                                               | V.                                                                               | N.                                                                               | D.                                                                               | Pp.                                                                              | Pc.                                                                              | Performance        |
| 1939 | 1939                                       | 3e                                                                               |                                                                                  |                                                                                  |                                                                                  |                                                                                  |                                                                                  |                                                                                  |                                                                                  | Demi-finale                                                                      |                                                                                  |                                                                                  |                                                                                  |                                                                                  |                                                                                  |                                                                                  | Quart-de-finale    |
| 1940 | 1940                                       | 11e                                                                              | -                                                                                |                                                                                  |                                                                                  |                                                                                  |                                                                                  |                                                                                  |                                                                                  | Non qualifié                                                                     |                                                                                  |                                                                                  |                                                                                  |                                                                                  |                                                                                  |                                                                                  | Demi-finale        |
| 1941 à 1944 - Le Rugby à XIII est interdit fin octobre 1940 par le Gouvernement de Vichy et sa Révolution nationale. |                                            |                                                                                  |                                                                                  |                                                                                  |                                                                                  |                                                                                  |                                                                                  |                                                                                  |                                                                                  |                                                                                  |                                                                                  |                                                                                  |                                                                                  |                                                                                  |                                                                                  |                                                                                  |                    |
| Championnat de France de première division                                                                           | Championnat de France de première division | Championnat de France de première division                                       | Championnat de France de première division                                       | Championnat de France de première division                                       | Championnat de France de première division                                       | Championnat de France de première division                                       | Championnat de France de première division                                       | Championnat de France de première division                                       | Championnat de France de première division                                       | Championnat de France de première division                                       | Championnat de France de première division                                       | Championnat de France de première division                                       | Championnat de France de première division                                       | Championnat de France de première division                                       | Championnat de France de première division                                       | Championnat de France de première division                                       | Coupe de France    |
| 1945 | 1945                                       | ?                                                                                |                                                                                  |                                                                                  |                                                                                  |                                                                                  |                                                                                  |                                                                                  |                                                                                  | Champion                                                                         |                                                                                  |                                                                                  |                                                                                  |                                                                                  |                                                                                  |                                                                                  | Finaliste          |
| 1946 | 1946                                       | 1er                                                                              |                                                                                  |                                                                                  |                                                                                  |                                                                                  |                                                                                  |                                                                                  |                                                                                  | Champion                                                                         |                                                                                  |                                                                                  |                                                                                  |                                                                                  |                                                                                  |                                                                                  | Vainqueur          |
| 1947 | 1947                                       | 2e                                                                               |                                                                                  |                                                                                  |                                                                                  |                                                                                  |                                                                                  |                                                                                  |                                                                                  | Finaliste                                                                        |                                                                                  |                                                                                  |                                                                                  |                                                                                  |                                                                                  |                                                                                  | Vainqueur          |
| 1948 | 1948                                       | 1er                                                                              |                                                                                  |                                                                                  |                                                                                  |                                                                                  |                                                                                  |                                                                                  |                                                                                  | Finaliste                                                                        |                                                                                  |                                                                                  |                                                                                  |                                                                                  |                                                                                  |                                                                                  | Finaliste          |
| 1949 | 1949                                       | 1er                                                                              |                                                                                  |                                                                                  |                                                                                  |                                                                                  |                                                                                  |                                                                                  |                                                                                  | Finaliste                                                                        |                                                                                  |                                                                                  |                                                                                  |                                                                                  |                                                                                  |                                                                                  | Finaliste          |
| 1950 | 1950                                       | 2e                                                                               |                                                                                  |                                                                                  |                                                                                  |                                                                                  |                                                                                  |                                                                                  |                                                                                  | Champion                                                                         |                                                                                  |                                                                                  |                                                                                  |                                                                                  |                                                                                  |                                                                                  | Huitième de finale |
| 1951 | 1951                                       | 1er                                                                              |                                                                                  |                                                                                  |                                                                                  |                                                                                  |                                                                                  |                                                                                  |                                                                                  | Demi-finale                                                                      | 1                                                                                | 0                                                                                | 0                                                                                | 1                                                                                | 11                                                                               | 22                                                                               | Vainqueur          |
| 1952 | 1952                                       | 1er                                                                              |                                                                                  |                                                                                  |                                                                                  |                                                                                  |                                                                                  |                                                                                  |                                                                                  | Champion                                                                         | 2                                                                                | 2                                                                                | 0                                                                                | 0                                                                                | 33                                                                               | 12                                                                               | Vainqueur          |
| 1953 | 1953                                       | 1er                                                                              |                                                                                  |                                                                                  |                                                                                  |                                                                                  |                                                                                  |                                                                                  |                                                                                  | Champion                                                                         |                                                                                  |                                                                                  |                                                                                  |                                                                                  |                                                                                  |                                                                                  | Quart de finale    |
| 1954 | 1954                                       | 7e                                                                               |                                                                                  |                                                                                  |                                                                                  |                                                                                  |                                                                                  |                                                                                  |                                                                                  | Non qualifié                                                                     |                                                                                  |                                                                                  |                                                                                  |                                                                                  |                                                                                  |                                                                                  | Quart de finale    |
| 1955 | 1955                                       | 2e                                                                               | 68                                                                               | 26                                                                               |                                                                                  |                                                                                  |                                                                                  |                                                                                  |                                                                                  | Finaliste                                                                        | 2                                                                                | 1                                                                                | 0                                                                                | 1                                                                                | 37                                                                               | 31                                                                               | Huitième de finale |
| 1956 | 1956                                       | 3e                                                                               | 64                                                                               | 26                                                                               |                                                                                  |                                                                                  |                                                                                  |                                                                                  |                                                                                  | Finaliste                                                                        | 2                                                                                | 1                                                                                | 0                                                                                | 1                                                                                | 18                                                                               | 25                                                                               | Quart de finale    |
| 1957 | 1957                                       | 1er                                                                              | 66                                                                               | 26                                                                               |                                                                                  |                                                                                  |                                                                                  |                                                                                  |                                                                                  | Demi-finale                                                                      | 1                                                                                | 0                                                                                | 0                                                                                | 1                                                                                | 8                                                                                | 14                                                                               | Quart de finale    |
| 1958 | 1958                                       | 2e                                                                               |                                                                                  |                                                                                  |                                                                                  |                                                                                  |                                                                                  |                                                                                  |                                                                                  | Finaliste                                                                        | 2                                                                                | 1                                                                                | 0                                                                                | 1                                                                                | 13                                                                               | 12                                                                               | Huitième de finale |
| 1959 | 1959                                       | 8e                                                                               | 48                                                                               | 22                                                                               |                                                                                  |                                                                                  |                                                                                  |                                                                                  |                                                                                  | Quart-de-finale                                                                  | 1                                                                                | 0                                                                                | 0                                                                                | 1                                                                                | 5                                                                                | 13                                                                               | Huitième de finale |
| 1960 | 1960                                       | 3e                                                                               | 62                                                                               | 26                                                                               |                                                                                  |                                                                                  |                                                                                  |                                                                                  |                                                                                  | Demi-finale                                                                      | 1                                                                                | 0                                                                                | 0                                                                                | 1                                                                                | 10                                                                               | 12                                                                               | Finaliste          |
| 1961 | 1961                                       | 2e                                                                               | 55                                                                               | 24                                                                               |                                                                                  |                                                                                  |                                                                                  |                                                                                  |                                                                                  | Quart-de-finale                                                                  | 1                                                                                | 0                                                                                | 0                                                                                | 1                                                                                | 2                                                                                | 3                                                                                | Vainqueur          |
| 1962 | 1962                                       | 4e                                                                               | 57                                                                               | 24                                                                               |                                                                                  |                                                                                  |                                                                                  |                                                                                  |                                                                                  | Demi-finale                                                                      | 2                                                                                | 1                                                                                | 0                                                                                | 1                                                                                | 25                                                                               | 28                                                                               | Demi-finale        |
| 1963 | 1963                                       | 1er                                                                              | 60                                                                               |                                                                                  |                                                                                  |                                                                                  |                                                                                  |                                                                                  |                                                                                  | Demi-finale                                                                      | 2                                                                                | 1                                                                                | 0                                                                                | 1                                                                                | 24                                                                               | 20                                                                               | Vainqueur          |
| 1964 | 1964                                       | 10e                                                                              | 58                                                                               | 28                                                                               |                                                                                  |                                                                                  |                                                                                  |                                                                                  |                                                                                  | Non qualifié                                                                     |                                                                                  |                                                                                  |                                                                                  |                                                                                  |                                                                                  |                                                                                  | Demi-finale        |
| 1965 | 1965                                       | 3e                                                                               | 66                                                                               | 26                                                                               |                                                                                  |                                                                                  |                                                                                  |                                                                                  |                                                                                  | Demi-finale                                                                      | 2                                                                                | 1                                                                                | 0                                                                                | 1                                                                                | 26                                                                               | 29                                                                               | Finaliste          |
| 1966 | 1966                                       | 1er                                                                              | 64                                                                               | 26                                                                               |                                                                                  |                                                                                  |                                                                                  |                                                                                  |                                                                                  | Champion                                                                         | 1                                                                                | 1                                                                                | 0                                                                                | 0                                                                                | 45                                                                               | 20                                                                               | Demi-finale        |
| 1967 | 1967                                       | 1er                                                                              | 75                                                                               | 28                                                                               |                                                                                  |                                                                                  |                                                                                  |                                                                                  |                                                                                  | Champion                                                                         | 1                                                                                | 1                                                                                | 0                                                                                | 0                                                                                | 39                                                                               | 15                                                                               | Vainqueur          |
| 1968 | 1968                                       | 3e                                                                               | 52                                                                               |                                                                                  |                                                                                  |                                                                                  |                                                                                  |                                                                                  |                                                                                  | Finaliste                                                                        | 3                                                                                | 2                                                                                | 0                                                                                | 1                                                                                | 35                                                                               | 16                                                                               | Vainqueur          |
| 1969 | 1969                                       | 5e                                                                               | 49                                                                               | 22                                                                               |                                                                                  |                                                                                  |                                                                                  |                                                                                  |                                                                                  | Quart-de-finale                                                                  | 2                                                                                | 1                                                                                | 0                                                                                | 1                                                                                | 23                                                                               | 12                                                                               | Demi-finale        |
| 1970 | 1970                                       | 11e                                                                              | 39                                                                               | 22                                                                               |                                                                                  |                                                                                  |                                                                                  |                                                                                  |                                                                                  | Quart-de-finale                                                                  | 2                                                                                | 1                                                                                | 0                                                                                | 1                                                                                | 4                                                                                | 5                                                                                | Quart-de-finale    |
| 1971 | 1971                                       | 5e                                                                               | 57                                                                               | 26                                                                               |                                                                                  |                                                                                  |                                                                                  |                                                                                  |                                                                                  | Demi-finale                                                                      | 2                                                                                | 1                                                                                | 0                                                                                | 1                                                                                | 27                                                                               | 31                                                                               | Huitième de finale |
| 1972 | 1972                                       | 1er                                                                              | 73                                                                               | 28                                                                               |                                                                                  |                                                                                  |                                                                                  |                                                                                  |                                                                                  | Champion                                                                         | 2                                                                                | 2                                                                                | 0                                                                                | 0                                                                                | 29                                                                               | 13                                                                               | Huitième de finale |
| 1973 | 1973                                       | 3e                                                                               |                                                                                  |                                                                                  |                                                                                  |                                                                                  |                                                                                  |                                                                                  |                                                                                  | Quart-de-finale                                                                  | 1                                                                                | 0                                                                                | 0                                                                                | 1                                                                                | 0                                                                                | 5                                                                                | Finaliste          |
| 1974 | 1974                                       | 8e                                                                               |                                                                                  |                                                                                  |                                                                                  |                                                                                  |                                                                                  |                                                                                  |                                                                                  | 1er tour                                                                         | 1                                                                                | 0                                                                                | 0                                                                                | 1                                                                                | 7                                                                                | 5                                                                                | Seizième de finale |
| 1975 | 1975                                       | 4e                                                                               | 50                                                                               | 22                                                                               |                                                                                  |                                                                                  |                                                                                  |                                                                                  |                                                                                  | Quart-de-finale                                                                  | 1                                                                                | 0                                                                                | 0                                                                                | 1                                                                                | 19                                                                               | 36                                                                               | Huitième de finale |
| 1976 | 1976                                       | 1er                                                                              | 58                                                                               | 22                                                                               |                                                                                  |                                                                                  |                                                                                  |                                                                                  |                                                                                  | Champion                                                                         | 3                                                                                | 3                                                                                | 0                                                                                | 0                                                                                | 39                                                                               | 10                                                                               | Demi-finale        |
| 1977 | 1977                                       | 3e                                                                               | 48                                                                               | 22                                                                               |                                                                                  |                                                                                  |                                                                                  |                                                                                  |                                                                                  | Finaliste                                                                        | 3                                                                                | 2                                                                                | 0                                                                                | 1                                                                                | 53                                                                               | 31                                                                               | Vainqueur          |
| 1978 | 1978                                       | 4e                                                                               | 57                                                                               | 26                                                                               |                                                                                  |                                                                                  |                                                                                  |                                                                                  |                                                                                  | Demi-finale                                                                      | 2                                                                                | 1                                                                                | 0                                                                                | 1                                                                                | 39                                                                               | 36                                                                               | Demi-finale        |
| 1979 | 1979                                       | 3e                                                                               | 57                                                                               | 26                                                                               |                                                                                  |                                                                                  |                                                                                  |                                                                                  |                                                                                  | Finaliste                                                                        |                                                                                  |                                                                                  |                                                                                  |                                                                                  |                                                                                  |                                                                                  | Finaliste          |
| 1980 | 1980                                       | 6e                                                                               |                                                                                  |                                                                                  |                                                                                  |                                                                                  |                                                                                  |                                                                                  |                                                                                  | Quart-de-finale                                                                  | 1                                                                                | 0                                                                                | 0                                                                                | 1                                                                                | 5                                                                                | 32                                                                               | Finaliste          |
| 1981 | 1981                                       | 5e                                                                               | 59                                                                               | 26                                                                               |                                                                                  |                                                                                  |                                                                                  |                                                                                  |                                                                                  | Quart-de-finale                                                                  | 1                                                                                | 0                                                                                | 0                                                                                | 1                                                                                | 13                                                                               | 22                                                                               | Finaliste          |
| 1982 | 1982                                       | 7e                                                                               | 56                                                                               | 26                                                                               |                                                                                  |                                                                                  |                                                                                  |                                                                                  |                                                                                  | Non qualifié                                                                     |                                                                                  |                                                                                  |                                                                                  |                                                                                  |                                                                                  |                                                                                  | Finaliste          |
| 1983 | 1983                                       | 2e                                                                               | 63                                                                               | 26                                                                               |                                                                                  |                                                                                  |                                                                                  |                                                                                  |                                                                                  | Demi-finale                                                                      | 1                                                                                | 0                                                                                | 0                                                                                | 1                                                                                | 3                                                                                | 21                                                                               | Vainqueur          |
| 1984 | 1984                                       | 3e                                                                               | 43                                                                               | 26                                                                               |                                                                                  |                                                                                  |                                                                                  |                                                                                  |                                                                                  | Demi-finale                                                                      | 2                                                                                | 1                                                                                | 0                                                                                | 1                                                                                | 26                                                                               | 32                                                                               | Huitième de finale |
| 1985 | 1985                                       | 9e                                                                               | 48                                                                               | 26                                                                               |                                                                                  |                                                                                  |                                                                                  |                                                                                  |                                                                                  | Non qualifié                                                                     |                                                                                  |                                                                                  |                                                                                  |                                                                                  |                                                                                  |                                                                                  | Huitième de finale |
| 1986 | 1986                                       | Groupe B                                                                         |                                                                                  |                                                                                  |                                                                                  |                                                                                  |                                                                                  |                                                                                  |                                                                                  | Barrage                                                                          | 1                                                                                | 0                                                                                | 0                                                                                | 1                                                                                | 14                                                                               | 34                                                                               | Quart-de-finale    |
| 1987 | 1987                                       | 8e                                                                               | 45                                                                               | 22                                                                               |                                                                                  |                                                                                  |                                                                                  |                                                                                  |                                                                                  | Barrage                                                                          | 1                                                                                | 0                                                                                | 0                                                                                | 1                                                                                | 18                                                                               | 19                                                                               | ?                  |
| 1988 | 1988                                       | 10e                                                                              | 36                                                                               | 22                                                                               |                                                                                  |                                                                                  |                                                                                  |                                                                                  |                                                                                  | Non qualifié                                                                     | 0                                                                                | 0                                                                                | 0                                                                                | 0                                                                                | 0                                                                                | 0                                                                                | ?                  |
| 1989 | 1989                                       | 7e                                                                               | 43                                                                               | 22                                                                               |                                                                                  |                                                                                  |                                                                                  |                                                                                  |                                                                                  | Quart-de-finale                                                                  | 1                                                                                | 0                                                                                | 0                                                                                | 1                                                                                | 10                                                                               | 22                                                                               | Demi-finale        |
| 1990 | 1990                                       | 2e                                                                               | 52                                                                               |                                                                                  |                                                                                  |                                                                                  |                                                                                  |                                                                                  |                                                                                  | Finaliste                                                                        | 3                                                                                | 2                                                                                | 0                                                                                | 1                                                                                | 56                                                                               | 36                                                                               | Vainqueur          |
| 1991 | 1991                                       | 5e                                                                               | 28                                                                               | 14                                                                               |                                                                                  |                                                                                  |                                                                                  |                                                                                  |                                                                                  | Non qualifié                                                                     | 0                                                                                | 0                                                                                | 0                                                                                | 0                                                                                | 0                                                                                | 0                                                                                | Quart-de-finale    |
| 1992 | 1992                                       | 2e                                                                               | 50                                                                               |                                                                                  |                                                                                  |                                                                                  |                                                                                  |                                                                                  |                                                                                  | Champion                                                                         |                                                                                  |                                                                                  |                                                                                  |                                                                                  |                                                                                  |                                                                                  | Huitième de finale |
| 1993 | 1993                                       | 2e                                                                               | 54                                                                               | 22                                                                               |                                                                                  |                                                                                  |                                                                                  |                                                                                  |                                                                                  | Demi-finale                                                                      |                                                                                  |                                                                                  |                                                                                  |                                                                                  |                                                                                  |                                                                                  | Huitième de finale |
| 1994 | 1994                                       | 5e                                                                               | 45                                                                               |                                                                                  |                                                                                  |                                                                                  |                                                                                  |                                                                                  |                                                                                  | Non qualifié                                                                     | 0                                                                                | 0                                                                                | 0                                                                                | 0                                                                                | 0                                                                                | 0                                                                                | ?                  |
| 1995 | 1995                                       | 7e                                                                               |                                                                                  |                                                                                  |                                                                                  |                                                                                  |                                                                                  |                                                                                  |                                                                                  | Non qualifié                                                                     | 0                                                                                | 0                                                                                | 0                                                                                | 0                                                                                | 0                                                                                | 0                                                                                | Huitième de finale |
| 1996 | 1996                                       | 3e                                                                               |                                                                                  |                                                                                  |                                                                                  |                                                                                  |                                                                                  |                                                                                  |                                                                                  | Quart-de-finale                                                                  |                                                                                  |                                                                                  |                                                                                  |                                                                                  |                                                                                  |                                                                                  | Finaliste          |
| 1997 | 1997                                       | 5e                                                                               |                                                                                  |                                                                                  |                                                                                  |                                                                                  |                                                                                  |                                                                                  |                                                                                  | Quart-de-finale                                                                  | 2                                                                                | 0                                                                                | 0                                                                                | 2                                                                                | 31                                                                               | 72                                                                               | Demi-finale        |
| 1998 | 1998                                       | 5e                                                                               | 50                                                                               | 22                                                                               | 14                                                                               | 0                                                                                | 8                                                                                |                                                                                  |                                                                                  | Quart-de-finale                                                                  | 2                                                                                | 0                                                                                | 0                                                                                | 2                                                                                | 36                                                                               | 66                                                                               | Quart-de-finale    |
| 1999 | 1999                                       | 11e                                                                              | 30                                                                               | 22                                                                               | 4                                                                                | 1                                                                                | 17                                                                               |                                                                                  |                                                                                  | Non qualifié                                                                     | 0                                                                                | 0                                                                                | 0                                                                                | 0                                                                                | 0                                                                                | 0                                                                                | Quart-de-finale    |
| Championnat de France de deuxième division                                                                           | Championnat de France de deuxième division | Championnat de France de deuxième division                                       | Championnat de France de deuxième division                                       | Championnat de France de deuxième division                                       | Championnat de France de deuxième division                                       | Championnat de France de deuxième division                                       | Championnat de France de deuxième division                                       | Championnat de France de deuxième division                                       | Championnat de France de deuxième division                                       | Championnat de France de deuxième division                                       | Championnat de France de deuxième division                                       | Championnat de France de deuxième division                                       | Championnat de France de deuxième division                                       | Championnat de France de deuxième division                                       | Championnat de France de deuxième division                                       | Championnat de France de deuxième division                                       | Coupe de France    |
| 2000 | 2000                                       | ?                                                                                |                                                                                  |                                                                                  |                                                                                  |                                                                                  |                                                                                  |                                                                                  |                                                                                  | ?                                                                                |                                                                                  |                                                                                  |                                                                                  |                                                                                  |                                                                                  |                                                                                  | ?                  |
| Championnat de France de première division                                                                           | Championnat de France de première division | Championnat de France de première division                                       | Championnat de France de première division                                       | Championnat de France de première division                                       | Championnat de France de première division                                       | Championnat de France de première division                                       | Championnat de France de première division                                       | Championnat de France de première division                                       | Championnat de France de première division                                       | Championnat de France de première division                                       | Championnat de France de première division                                       | Championnat de France de première division                                       | Championnat de France de première division                                       | Championnat de France de première division                                       | Championnat de France de première division                                       | Championnat de France de première division                                       | Coupe de France    |
| 2001 | 2001                                       | 11e                                                                              | 30                                                                               |                                                                                  |                                                                                  |                                                                                  |                                                                                  |                                                                                  |                                                                                  | Non qualifié                                                                     | 0                                                                                | 0                                                                                | 0                                                                                | 0                                                                                | 0                                                                                | 0                                                                                | Huitième de finale |
| 2002 | 2002                                       | 8e                                                                               | 36                                                                               | 20                                                                               | 8                                                                                | 0                                                                                | 12                                                                               |                                                                                  |                                                                                  | Quart-de-finale                                                                  | 2                                                                                | 0                                                                                | 0                                                                                | 2                                                                                | 24                                                                               | 61                                                                               | Quart de finale    |
| 2003 | 2003                                       | 10e                                                                              | 28                                                                               |                                                                                  |                                                                                  |                                                                                  |                                                                                  |                                                                                  |                                                                                  | Non qualifié                                                                     |                                                                                  |                                                                                  |                                                                                  |                                                                                  |                                                                                  |                                                                                  | Huitième de finale |
| 2004 | 2004                                       | 5e                                                                               | 40                                                                               |                                                                                  |                                                                                  |                                                                                  |                                                                                  |                                                                                  |                                                                                  | Demi-finale                                                                      | 3                                                                                | 1                                                                                | 0                                                                                | 2                                                                                | 68                                                                               | 88                                                                               | Finaliste          |
| 2005 | 2005                                       | 7e                                                                               | 31                                                                               | 18                                                                               | 6                                                                                | 1                                                                                | 11                                                                               | 440                                                                              | 514                                                                              | Barrage                                                                          | 1                                                                                | 0                                                                                | 0                                                                                | 1                                                                                | 10                                                                               | 12                                                                               | Huitième de finale |
| 2006 | 2006                                       | 6e                                                                               | 41                                                                               | 20                                                                               | 10                                                                               | 1                                                                                | 9                                                                                | 504                                                                              | 544                                                                              | 1er tour                                                                         | 1                                                                                | 0                                                                                | 0                                                                                | 1                                                                                | 19                                                                               | 58                                                                               | Quart de finale    |
| 2007 | 2007                                       | 5e                                                                               | 45                                                                               | 20                                                                               | 12                                                                               | 1                                                                                | 7                                                                                | 614                                                                              | 333                                                                              | 2e tour                                                                          | 2                                                                                | 1                                                                                | 0                                                                                | 1                                                                                | 47                                                                               | 42                                                                               | Quart de finale    |
| 2008 | 2008                                       | 3e                                                                               | 45                                                                               | 20                                                                               | 14                                                                               | 0                                                                                | 6                                                                                | 578                                                                              | 343                                                                              | Demi-finale                                                                      | 2                                                                                | 1                                                                                | 0                                                                                | 1                                                                                | 56                                                                               | 60                                                                               | Huitième de finale |
| 2009 | 2009                                       | 4e                                                                               | 45                                                                               | 20                                                                               | 14                                                                               | 0                                                                                | 6                                                                                | 589                                                                              | 385                                                                              | Demi-finale                                                                      | 3                                                                                | 2                                                                                | 0                                                                                | 1                                                                                | 103                                                                              | 63                                                                               | Vainqueur          |
| 2010 | 2010                                       | 2e                                                                               | 38                                                                               | 16                                                                               | 11                                                                               | 0                                                                                | 5                                                                                | 500                                                                              | 325                                                                              | Demi-finale                                                                      | 3                                                                                | 1                                                                                | 0                                                                                | 2                                                                                | 59                                                                               | 81                                                                               | Demi-finale        |
| 2011 | 2011                                       | 5e                                                                               | 41                                                                               | 20                                                                               | 10                                                                               | 1                                                                                | 9                                                                                | 624                                                                              | 448                                                                              | 1er tour                                                                         | 1                                                                                | 0                                                                                | 0                                                                                | 1                                                                                | 30                                                                               | 37                                                                               | Huitième de finale |
| 2012 | 2012                                       | 2e                                                                               | 44                                                                               | 18                                                                               | 13                                                                               | 0                                                                                | 5                                                                                | 528                                                                              | 345                                                                              | Champion                                                                         | 2                                                                                | 2                                                                                | 0                                                                                | 0                                                                                | 57                                                                               | 50                                                                               | Vainqueur          |
| 2013 | 2013                                       | 6e                                                                               | 35                                                                               | 17                                                                               | 9                                                                                | 0                                                                                | 8                                                                                | 335                                                                              | 321                                                                              | Quart de finale                                                                  | 1                                                                                | 0                                                                                | 0                                                                                | 1                                                                                | 28                                                                               | 35                                                                               | Demi-finale        |
| 2014 | 2014                                       | 6e                                                                               | 24                                                                               | 20                                                                               | 13                                                                               | 1                                                                                | 6                                                                                | 588                                                                              | 372                                                                              | Quart de finale                                                                  | 2                                                                                | 1                                                                                | 0                                                                                | 1                                                                                | 78                                                                               | 54                                                                               | Finaliste          |
| 2015 | 2015                                       | 3e                                                                               | 47                                                                               | 20                                                                               | 13                                                                               | 2                                                                                | 5                                                                                | 481                                                                              | 556                                                                              | Finaliste                                                                        | 3                                                                                | 2                                                                                | 0                                                                                | 1                                                                                | 87                                                                               | 46                                                                               | Demi-finale        |
| 2016 | 2016                                       | 1er                                                                              | 53                                                                               | 20                                                                               | 16                                                                               | 1                                                                                | 3                                                                                | 756                                                                              | 412                                                                              | Finaliste                                                                        | 2                                                                                | 1                                                                                | 0                                                                                | 1                                                                                | 42                                                                               | 42                                                                               | Quart de finale    |
| 2017 | 2017                                       | 4e                                                                               | 44                                                                               | 20                                                                               | 13                                                                               | 0                                                                                | 7                                                                                | 643                                                                              | 430                                                                              | Demi-finale                                                                      | 2                                                                                | 1                                                                                | 0                                                                                | 1                                                                                | 52                                                                               | 46                                                                               | Vainqueur          |
| 2018 | 2018                                       | 5e                                                                               | 35                                                                               | 19                                                                               | 10                                                                               | 0                                                                                | 9                                                                                | 416                                                                              | 408                                                                              | 1er tour                                                                         | 1                                                                                | 0                                                                                | 0                                                                                | 1                                                                                | 16                                                                               | 18                                                                               | Quart de finale    |
| 2019 | 2019                                       | 1er                                                                              | 48                                                                               | 19                                                                               | 14                                                                               | 0                                                                                | 5                                                                                | 588                                                                              | 364                                                                              | Finaliste                                                                        | 2                                                                                | 1                                                                                | 0                                                                                | 1                                                                                | 44                                                                               | 48                                                                               | Vainqueur          |
| 2020 | 2020                                       | Éditions annulées et titres non décernés en raison de la pandémie de coronavirus | Éditions annulées et titres non décernés en raison de la pandémie de coronavirus | Éditions annulées et titres non décernés en raison de la pandémie de coronavirus | Éditions annulées et titres non décernés en raison de la pandémie de coronavirus | Éditions annulées et titres non décernés en raison de la pandémie de coronavirus | Éditions annulées et titres non décernés en raison de la pandémie de coronavirus | Éditions annulées et titres non décernés en raison de la pandémie de coronavirus | Éditions annulées et titres non décernés en raison de la pandémie de coronavirus | Éditions annulées et titres non décernés en raison de la pandémie de coronavirus | Éditions annulées et titres non décernés en raison de la pandémie de coronavirus | Éditions annulées et titres non décernés en raison de la pandémie de coronavirus | Éditions annulées et titres non décernés en raison de la pandémie de coronavirus | Éditions annulées et titres non décernés en raison de la pandémie de coronavirus | Éditions annulées et titres non décernés en raison de la pandémie de coronavirus | Éditions annulées et titres non décernés en raison de la pandémie de coronavirus | Huitième de finale |
| 2021 | 2021                                       | 1er                                                                              | 50                                                                               | 18                                                                               | 16                                                                               | 0                                                                                | 2                                                                                | 558                                                                              | 344                                                                              | Finaliste                                                                        | 2                                                                                | 1                                                                                | 0                                                                                | 1                                                                                | 39                                                                               | 34                                                                               | Annulé             |
| 2022 | 2022                                       | 2e                                                                               | 40                                                                               | 16                                                                               | 13                                                                               | 0                                                                                | 3                                                                                | 577                                                                              | 262                                                                              | Champion                                                                         | 2                                                                                | 2                                                                                | 0                                                                                | 0                                                                                | 51                                                                               | 34                                                                               | Annulé             |
| 2023 | 2023                                       | 1er                                                                              | 47                                                                               | 18                                                                               | 15                                                                               | 0                                                                                | 3                                                                                | 557                                                                              | 279                                                                              | Finaliste                                                                        | 2                                                                                | 1                                                                                | 0                                                                                | 1                                                                                | 50                                                                               | 50                                                                               | Vainqueur          |
| 2024 | 2024                                       | 1er                                                                              | 50                                                                               | 18                                                                               | 16                                                                               | 0                                                                                | 2                                                                                | 636                                                                              | 296                                                                              | Champion                                                                         | 2                                                                                | 2                                                                                | 0                                                                                | 0                                                                                | 52                                                                               | 10                                                                               | Vainqueur          |
| 2025 | 2025                                       | 2e                                                                               | 47                                                                               | 20                                                                               | 14                                                                               | 0                                                                                | 6                                                                                | 643                                                                              | 361                                                                              | Finaliste                                                                        | 2                                                                                | 1                                                                                | 0                                                                                | 1                                                                                | 27                                                                               | 32                                                                               | Demi-finale        |

## Évolution du budget
- 2014-2015 : 800 000 €